# Marie Schneider
Marie Schneider (* 23. Jänner 1968 in Wien) ist eine österreichische Schauspielerin.

## Leben
Marie Schneider hat eine Schwester und einen Bruder.
Von 1987 bis 1992 absolvierte sie ihre Schauspielausbildung  am Max Reinhardt Seminar in Wien. 
Schneider spielte von 2010 bis 2011 die Rolle der Schulleiterin Gabriele Krawczyk in der Schul-Dailysoap Hand aufs Herz. Zuvor spielte sie von 2007 bis 2008 die Serienrolle Petra Gernsbach in der ebenfalls in Sat.1 laufenden Serie R.I.S. – Die Sprache der Toten. 
Aktuell wohnt sie in Berlin.

## Filmografie
- 1998: Anwalt Abel [1 Folge (Todesurteil für eine Dirne)]
- 2002: Hinter Gittern – Der Frauenknast [1 Folge (Todestag)]
- 2007–2008: R. I. S. – Die Sprache der Toten [4 Folgen]
- 2010–2011: Hand aufs Herz
- 2013: Danni Lowinski [1 Folge (Eine Herzenssache)]
- 2014: Aus der Haut
- 2017: Ein starkes Team: Vergiftet
- 2018: Die Diplomatin – Jagd durch Prag
- 2022: Der Kommissar und die Eifersucht
- 2023: Ein starkes Team: Im Namen des Volkes